# Bungamuda
Bungamuda is een bestuurslaag in het regentschap Lembata van de provincie Oost-Nusa Tenggara, Indonesië. Bungamuda telt 468 inwoners (volkstelling 2010).